# H-System
H-System byl v letech 1993–1997 stavební projekt společnosti H-SYSTEM a.s., jenž zkrachoval. Sliboval výstavbu levných bytů a rodinných domů v obcích Horoměřice, Statenice, Lichoceves a Velké Přílepy severozápadně od Prahy. První zákazníci (asi 30) skutečně levné bydlení získali, většina (asi 1000) však ne. Společnost v roce 1997 kvůli špatnému finančnímu vedení zkolabovala a o rok později padla do konkursu. Konkursní podstatu tvořily zejména stavební pozemky o výměře větší než 1 milion m² a nedostavěné domy. Do konkursu bylo přihlášeno přes 500 pohledávek v celkové výši přesahující 2 mld. Kč.
Přes 700 podvedených klientů po kolapsu H-Systemu vstoupilo do Stavebního bytového družstva Svatopluk (SBD), které se ještě před prohlášením konkursu snažilo o dokončení celého projektu H-Systemu. Následně získalo od prvního správce konkursní podstaty JUDr. Karla Kudláčka písemné povolení, aby rozestavěné domy v Horoměřicích a ve Velkých Přílepech dokončilo a zamezilo tak zničení majetku v konkursní podstatě vlivem povětrnostních podmínek. Ve Velkých Přílepech si klienti (až na jednu výjimku) domy následně z konkursní podstaty vykoupili, protože jim bylo z ceny odečteno jejich zhodnocení dostavbou. Horoměřickým klientům byla dána možnost odkupu v roce 2021, avšak za tržní ceny dle znaleckých posudků. Klienti tak mají fakticky potřetí zaplatit za byty, ve kterých bydlí od roku 2000.

## Činnost H-Systemu
Společnost se na trhu objevila v roce 1993, kdy spustila reklamní kampaň na levné bydlení. Každý ze stovek zákazníků zaplatil v průměru milión korun. Vedení H-Systemu následně začalo převádět peníze na další firmy, které ovládalo, či s jejich pomocí splácelo dluhy. Teoreticky měli klienti své domy obdržet do 2 až 3 let od podepsání smlouvy, ale na podzim roku 1997 firma zkrachovala. Firma za dobu své existence stihla dokončit asi jen 34 rodinných domků. Vedení společnosti v čele s Ing. Petrem Smetkou mělo blízké vztahy s politiky z ODS (zejm. Ivanem Kočárníkem) a ČSSD (zejm. Miroslavem Šloufem).

## Trestní stíhání
V roce 1999 bylo zahájeno stíhání pachatelů. V roce 2004 byl hlavní viník Petr Smetka (nar. 3. dubna 1959) pravomocně odsouzen za podvod, poškozování věřitele a zpronevěru na 12 let  a další dva obvinění dostali podmíněný trest. V roce 2012 byla Smetkovi zamítnuta žádost o podmíněné propuštění. V lednu 2013 soud po 14 letech zastavil stíhání dalších tří obviněných, zatím nepravomocně odsouzených k podmínečnému trestu, pro neúměrnou dobu trestního řízení na základě amnestie prezidenta republiky, která se týká trestních řízení delších než 8 let s trestní sazbou do 10 let.
V roce 2000 bylo zahájeno trestní stíhání dvou představitelů SBD Svatopluk, kteří byli v roce 2004 odsouzeni k podmíněným trestům za poškozování věřitele.
Odsouzení předsedy a místopředsedy SBD Svatopluk neslo známky justičního omylu.

## Další osud projektu
Celkem bylo projektem poškozeno 1160 rodin ucházejících se o byty.
V roce 1998 v reakci na vyhlášení konkursu na společnost H-System vzniklo Stavební bytové družstvo Svatopluk, do kterého v té době vstoupilo 750 podvedených klientů vytunelované firmy, tedy většina. SBD Svatopluk tak zastupuje cca 1/4 pohledávek věřitelů. SBD Svatopluk se dohodlo s prvním správcem konkursní podstaty H-Systemu na záchranném plánu dostavby v lokalitách zkrachovalého projektu a pod státním dozorem investovalo do dostaveb 220 milionů korun, dohromady postavilo 130 domů a bytů. Předběžnou dohodu však zamítl konkursní soud dle tehdejších platných právních předpisů. Konkursní soud následně odvolal správce konkursní podstaty, který smlouvu uzavřel. O nedostavěné objekty a pozemky projevilo zájem v roce 1999 také občanské sdružení Maják s nabídkou o cca polovinu vyšší než nabídlo SBD Svatopluk.
Do konkursu bylo přihlášeno přes 500 pohledávek v celkové výši přesahující 2 mld. Kč, když největší je pohledávka společnosti Global Financial Restructuring Czech ve výši 1 076 mil. Kč., která uplatňuje původní pohledávku Komerční banky. Druhým největším věřitelem s pohledávkou ve výši 453 mil. Kč je SBD Svatopluk. V roce 2011 bylo rozhodnuto o částečném uspokojení pohledávek věřitelů, když jim bylo vyplaceno celkem 140 mil. Kč (asi 6,8 % výše pohledávek).
Ve Velkých Přílepech, kde šlo o rodinné, nikoliv bytové domy, stačili lidé do konce roku 2012 své nemovitosti odkoupit, pouze jeden dům byl prodán podle tvrzení mluvčího SBD Svatopluk bez vědomí jeho obyvatel za pětinovou hodnotu společnosti CIB Property.
55 takto dostavěných domů v Horoměřicích podle záměru správkyně konkursní podstaty ohlášeného na podzim 2012 mělo být vydraženo, takže obyvatelům hrozilo, že pokud za své domy v dražbě nezaplatí, přijdou o ně. V době krachu H-Systemu byly z některých domů v Horoměřicích vybudovány jen základové desky, do dražby však byly zahrnuty celé domy dobudované nákladem SBD Svatopluk. Cena nedostavěných domů i s pozemky byla podle SBD Svatopluk zhruba 25 milionů Kč, po dostavbě 122 milionů Kč, vyvolávací cena v dražbě byla 62 milionů Kč. Lidé v Horoměřicích v letech 2010 a 2012 nevyužili nabídky správkyně konkursní podstaty Ištvánkové k odkupu nemovitostí v přímém prodeji mimo dražbu podle znalecky odhadnutých cen s možností odečtení zhodnocení. SBD Svatopluk dnes nemá své zástupce ve věřitelském výboru. SBD uvádí, že přišlo se solidní nabídkou odkupu nemovitostí, ale správkyně konkursní podstaty tvrdí, že nabídka byla tak nízká a nekvalitně zpracovaná, že ji věřitelský výbor odmítl. Městský soud v Praze nejprve vyhověl žalobě správce konkursní podstaty JUDr. Josefa Monsporta (nar. 18. 3. 1958), který požadoval, aby se 60 bytů v Horoměřicích stalo součástí konkursní podstaty a obyvatelé je vyklidili. Vrchní soud v Praze však jeho rozhodnutí zrušil a vrátil případ k rozhodnutí městskému soudu. Klíčové pro toto rozhodnutí bylo svědectví Karla Kudláčka, prvního správce konkursní podstaty, který potvrdil, že dostavba proběhla s jeho souhlasem. 8. ledna 2015 Městský soud v Praze prostřednictvím soudkyně Nataši Reichlové žalobu Josefa Monsporta zamítl. Soudkyně konstatovala, že kdyby nemovitosti nebyly dostavěny, zimu by bývaly nepřežily a dnes by se nebylo o co soudit. Josef Monsport to označil za rozhodnutí poškozující zájmy drtivé většiny ostatních klientů H-Systemu, kteří nebydlí a očekávají co nejvyšší výnos z prodeje majetku v konkursní podstatě.
V roce 2014 bylo rozhodnuto o částečném uspokojení pohledávek věřitelů, když jim bylo vyplaceno celkem 43 mil. Kč (asi 2,3 % výše pohledávek).
V rozhovoru s novináři v roce 2014 senátor Jiří Čunek uvedl, že v rámci konkursu na H-System došlo pravděpodobně k druhé vlně tunelování – majetek byl věřitelským výborem rozprodaný pod cenou a okradení klienti H-systému tak byli okradení ještě jednou. Navíc dochází ze strany věřitelského výboru ke snaze neuznat pohledávky vzniklé dostavbou nemovitostí bývalých klientů H-Systemu na vlastní náklady a k jejich násilnému vystěhování.
V červenci 2018 rozhodl Nejvyšší soud ČR o žalobě na vyklizení 8 bytových domů, že klienti H-Systemu ze Stavebního bytového družstva Svatopluk v Horoměřicích by měli do jednoho měsíce vyklidit domy, ve kterých žijí na základě nájemních smluv s SBD Svatopluk, neboť patří do konkursní podstaty, o čemž bylo pravomocně rozhodnuto již v roce 2008. Konkursní správce zkrachovalé společnosti H-System Josef Monsport hodlá domy prodat a peníze rozdělit mezi všechny poškozené klienty H-Systemu, tedy i ty, kteří svépomocí nic nedostavovali. Vlastní investice, které byly do nemovitostí vloženy věřiteli po vyhlášení úpadku, budou připočteny k jejich pohledávce za úpadcem a budou vypořádány přednostně. Nebudou tak součástí vypořádání s ostatními poškozenými. Ústavní soud neshledal v říjnu 2019 v rozhodnutí Nejvyššího soudu porušení žádného z ústavně zaručených práv. Uvedl, že stěžovatelé si nejpozději od roku 2008 museli být zcela jistě vědomi svého sporného (resp. protiprávního) užívání bytových domů a nemohli tudíž mít legitimní očekávání ohledně legality svého postupu při jejich dostavbě. Soud také neshledal pochybení v postupu a rozhodnutí Nejvyššího soudu, který upřednostnil zájem řádově mnohem početnější skupiny účastníků projektu H-System, kteří se, na rozdíl od stěžovatelů, rozhodli uplatňovat svá práva zákonnou cestou jako věřitelé v konkursním řízení.

## Kalendář událostí – H-SYSTEM a Stavební bytové družstvo Svatopluk

### 1993
- 1993 – Ing. Petr Smetka zakládá H-System a.s., stavební společnost s ambiciozním projektem na stavbu finančně dostupných rodinných domů u Prahy
- 1995 – 1997 - Začala výstavba prvních domků H-Systemu ve Velkých Přílepech a Horoměřicích, následovala masivní reklamní kampaň, projekt byl podporován politiky a dalšími veřejnými osobnostmi. H-System vykupuje rozsáhlé pozemky kolem Prahy a přetváří je na stavební. Komerční Banka (v tu dobu ještě státní) poskytuje H-Systemu značné úvěry, celková pohledávka činí přes 1,3 miliardy Kč. Státem vlastněná Česká finanční s.r.o. investuje 540 mil. Kč do cenných papírů H-Systemu. Smlouvu o výstavbě uzavírá se společností H-System nejméně 1095 klientů, průměrně přitom splatil každý klient cca 1 mil. Kč.

### 1997
- 1997-09 – H-System se dostává do finančních potíží, výstavba je pozastavena, někteří klienti se snaží vypovědět smlouvu nebo ji převést na jiné méně informované zájemce. Mezi klienty nastává panika. Projekt kolabuje.
- 1997-10 – Část poškozených klientů H-Systemu zakládá Stavební bytové družstvo (SBD) Svatopluk s cílem pokračovat ve výstavbě i za cenu dalších investic, do družstva vstupuje přes 700 klientů. Přibližně 80 klientů zakládá sdružení Maják s cílem domoci se svých investic zpět právní cestou.

### 1998
- 1998-03-02 – SBD Svatopluk je zapsáno do obchodního rejstříku a má za cíl dokončit stavební projekt H-Systemu.
- 1998-03-12 – SBD Svatopluk uzavírá s H-Systemem smlouvu o spolupráci a výstavbě, aby bylo možno ve stavebním projektu pokračovat. Dále uzavírá s H-Systemem nájemní smlouvy na staveniště v Horoměřicích a ve Velkých Přílepech. Zároveň se snaží předejít prohlášení konkursu na H-Systém převzetím případných pohledávek.
- 1998-04-04 – Stavební úřad mění jméno stavebníka v katastrálním území Horoměřice z H-Systemu na SBD Svatopluk. Jde o stavby 15 řadových domů, 60 atriových bytů, inženýrských sítí a plynofikace. Obdobně ve Velkých Přílepech má SBD Svatopluk v plánu dostavět 60 řadových domů a 8 bytů. O tohoto data se SBD Svatopluk snaží zajistit staveniště před povětrnostními podmínkami a ochránit materiál před již probíhajícím masivním rozkrádáním.
- 1998-11-03 - Krajský obchodní soud v Praze (od r. 2001 Městský soud v Praze) prohlašuje konkurs na majetek úpadce H-System a správcem konkursní podstaty je ustaven JUDr. Karel Kudláček.

### 1999
- 1999-03-20 – Vloupání do Stavebního úřadu Velké Přílepy, pachatel odnáší počítač. Ztratila se řada dokumentů, např. územní rozhodnutí.
- 1999-05-28 – SBD Svatopluk žádá JUDr. Kudláčka o povolení pokračovat ve výstavbě na rozestavěných nemovitostech v Horoměřicích a Velkých Přílepech.
- 1999-06-07 – JUDr. Kudláček sděluje, že nemá námitek k pokračování výstavby, současně stanovil podmínky, aby eliminoval možné budoucí spory. SBD Svatopluk okamžitě zahajuje stavební práce, aby byly rozestavěné budovy ochráněny před zničením. Zároveň začíná plnit podmínky stanovené konkursním správcem.
- 1999-10-19 - Věřitelský výbor navrhuje konkursnímu soudu většinou čtyř hlasů, aby vydal souhlas s prodejem staveniště v Horoměřicích stavebníkovi SBD Svatopluk za částku 10,5 miliónu Kč (částka určena znalcem).
- 1999-11-03 - Krajský obchodní soud v Praze ukládá JUDr. Kudláčkovi a věřitelskému výboru, aby se zdrželi realizace veškerých prodejů.
- 1999-12-06 – SBD Svatopluk dostavuje a kolauduje první část komunikací, chodníků a veřejného osvětlení v lokalitě Horoměřice
- 1999-12-17 - SBD Svatopluk dostavuje a kolauduje kanalizaci v lokalitě Horoměřice
- 1999-12-20 - SBD Svatopluk dostavuje a získává od stavebního úřadu povolení k užívání domů č.p. 713, 715, 717, 718, 719 a 720, konkursní správce JUDr. Kudláček se zúčastňuje předání bytů do užívání. Technické zhodnocení provedené družstvem Svatopluk pak bylo znalci oceněno na 85% hodnoty staveb.
- 1999-12-21 - Policie obviňuje v souvislosti s krachem H-Systemu z podvodu Ing. Petra Smetku a tři exmanažery H-Systemu - Jaroslava Vítka, Jaroslava Eliáše a Ladislava Tůmu. Ing. Smetka je vzat do vazby.

### 2000
- 2000-01-20 - Krajský obchodní soud v Praze zprošťuje JUDr. Kudláčka funkce správce konkursní podstaty a jmenuje JUDr. Josefa Monsporta.
- 2000-01-27 - SBD Svatopluk dostavuje a kolauduje domy č.p. 713, 715, 717, 718, 719 a 720 v Horoměřicích.
- 2000-03 – Vrchní soud v Praze zrušuje rozhodnutí konkursního soudu týkající se zproštění JUDr. Kudláčka funkce. Následně konkursní soud znovu zprošťuje funkce správce Kudláčka a novým správcem konkursní podstaty úpadce znovu ustavuje znovu JUDr. Monsporta. JUDr. Kudláček je později jmenován soudcem.
- 2000-04-10 - SBD Svatopluk dostavuje a kolauduje bytový dům č.p. 716 v Horoměřicích. Souběžně s Horoměřicemi dostavuje a kolauduje SBD Svatopluk postupně 60 řadových domů ve Velkých Přílepech.
- 2000-05-26 – JUDr. Monsport vyzývá SBD Svatopluk, aby ukončilo stavební práce, na kterých se SBD dohodlo s jeho předchůdcem JUDr. Kudláčkem. Navíc vyzývá SBD k vyklizení nemovitostí do 30.6.2000.
- 2000-06-21 - SBD Svatopluk dostavuje a kolauduje domy č.p. 724, 728, 729, 731, 732 a 733 v Horoměřicích.
- 2000-07 - Zahájeno trestní stíhání dvou představitelů SBD Svatopluk Ivana Krále (technika ČSA) a Pavla Středy (vědce ČSAV – jaderného fyzika). Podle žalobce vyvedli z H-Systemu majetek.
- 2000-10-19 - SBD Svatopluk dostavuje a kolauduje domy č.p. 714, 721, 726 a 734 v Horoměřicích.
- 2000-11-16 - SBD Svatopluk dostavuje a kolauduje druhou část komunikací, chodníků a veřejného osvětlení v lokalitě Horoměřice.
- 2000-11-16 - SBD Svatopluk dostavuje a kolauduje bytový dům č.p. 723 v Horoměřicích.
- 2000-12 – Policie ČR uvaluje vazbu a provádí domovní prohlídky u představitelů SBD Svatopluk Krále a Středy, kteří snažili zachránit klientům H-Systemu jejich investice pokračováním výstavby. Zároveň odváží z kanceláře SBD Svatopluk dokumentaci o dostavbách včetně stavebních deníků.
- 2001-07-17 – JUDr. Monsport žaluje SBD Svatopluk o vyklizení nemovitostí v Horoměřicích s tím, že jde o majetek úpadce, který SBD Svatopluk užívá bez právního důvodu.
- 2002-06-24 – Věřitelský výbor úpadce H-System schvaluje JUDr. Monsportovi prodej mimo dražbu nejcennější nemovitosti v konkursní podstatě. Prodávají se stavební pozemky v Lichocevsi u Prahy o rozloze 842.588 m² za 17.273.054 Kč. Tržní cena v té době se odhaduje přibližně na 1 miliardu Kč.
- 2003-04-25 - SBD Svatopluk podává u Městského soudu v Praze žalobu o vyloučení bytových domů z konkursní podstaty úpadce s tím, že jejich stavebníkem a vlastníkem je SBD Svatopluk. Chybí stavební deníky odvezené policií v prosinci 2000.
- 2004-02-19 – Městský soud v Praze vyměřuje Ing. Smetkovi za podvod, poškozování věřitele a zpronevěru trest 12 let vězení.
- 2004-04-29 – Několik členů SBD Svatopluk podává trestní oznámení na členy věřitelského výboru, na konkursní správce Monsporta a Mráze a na konkursní soudkyni Hodačovou s podezřením ze spáchání trestného činu porušování povinností při správě cizího majetku, trestného činu pletichy při řízení konkursním a vyrovnacím a trestného činu zneužívání pravomoci veřejného činitele. Toto oznámení je 20.10.2006 Policií ČR odloženo.
- 2004-07-12 – Konkursní správce zahajuje první etapu prodeje rodinných domů ve Velkých Přílepech, které postavilo na základech po H-Systemu SBD Svatopluk. Domy jsou pak prodány družstevníkům se započtením jejich zhodnocení.
- 2006-06-06 – Pražský vrchní soud potvrzuje 12letý trest pro Ing. Smetku.
- 2006 – 2013 – Konkursní správce prodává jednotlivé dostavěné rodinné domy ve Velkých Přílepech jejich obyvatelům-členům SBD Svatopluk. Ve všech případech správce uznává stavební zhodnocení a odečítá ho ze znalci určené ceny (kromě pana Jaroslava Sýkory). SBD Svatopluk při odkupu musí každému členu vystavit potvrzení o vyrovnání pohledávek.
- 2006-05-09 - Začíná platit Zákon č. 182/2006 Sb. - Zákon o úpadku a způsobech jeho řešení (insolvenční zákon)
- 2008-01-01 - Zrušen zákon č. 328/1991 Sb. (Zákon o konkursu a vyrovnání), avšak konkursní řízení úpadce H-System se řídí nadále dle tohoto zákona.
- 2008-10-01 – Vrchní soud v Praze pravomocně potvrzuje rozsudek Městského soudu ze dne 6.9.2007, ve kterém se na základě vylučovací žaloby SBD Svatopluk z r. 2003 vylučují v lokalitě Horoměřice z konkursní podstaty řadové domy (celkem 15), ale atriové bytové domy (celkem 8 - č.p. 716-723) v soupisu konkursní podstaty zůstávají.

### 2010
- 2012-02 – Jaroslav Sýkora, člen SBD Svatopluk jedná o odkupu domu, který dostavěl prostřednictvím družstva, se zvláštní správkyní konkursní podstaty JUDr. Ivou Fialovou Ištvánkovou. Sýkora očekává původní stanovenou cenu 1,1 mil. Kč s pozemkem. Dostává nabídku 2,28 mil. Kč, kterou odmítá. Deleguje zástupce k jednání. Sýkora do r. 2000 investoval do dostavby přes družstvo 2,5 mil. Kč (dostavba do kolaudovatelného stavu „holobyt“) a pak nejméně 2 mil. Kč.
- 2012-12-27 – JUDr. Ištvánková prodává Sýkorův dům zcela netransparentně za 1,5 mil. Kč včetně pozemku soukromé firmě. Ta jej obratem prodává bez dalšího fyzického zhodnocení za 5,7 mil. Kč.
- 2013-06 – SBD Svatopluk podává žalobu na konkursní správce Monsporta a Ištvánkovou o zakonkursní pohledávku 2.592.000 Kč, což je částka, kterou zaplatilo družstvo stavebním firmám za dostavbu Sýkorova domu do fáze holobyt.
- 2014-01-27 – Senátor Jiří Čunek podává trestní oznámení na konkursní správce Iva Mráze, Josefa Monsporta, advokátku Hanu Marvanovou a konkursní soudkyni Evu Hodačovou pro podezření ze spáchání trestného činu podvodu (při prodeji majetku z konkursní podstaty). Protikorupční policie případ odložila.
- 2015-01-08 – Pražský městský soud po patnáctileté řadě soudních jednání nepravomocně rozhodl, že klienti H-Systemu nemusí vyklidit byty v Horoměřicích, které si dostavěli z vlastních prostředků. Soud tak zamítl žalobu správce konkurzní podstaty Monsporta.
- 2015-06-04 – Vrchní soud v Praze pravomocně zamítá žalobu JUDr. Monsporta o vyklizení ze dne 17.7.2001. Klienti H-Systemu nepřijdou o byty v Horoměřicích u Prahy. JUDr. Monsport pak podá dovolání k Nejvyššímu soudu.
- 2016-10-30 – Zakladatel H-Systemu Ing. Smetka je po 12 letech propuštěn z vězení. Odpykal si zcela ojediněle celý trest.
- 2018-06-27 – Nejvyšší soud rozsudkem (o vyklizení) mění rozhodnutí Vrchního soudu v Praze a ukládá SBD Svatopluk a vedlejším účastníkům, aby do 1 měsíce od nabytí právní moci bytové domy vyklidilo a vyklizené je předalo Správci konkursní podstaty.
- 2018-08-13 – SBD Svatopluk a vedlejší účastníci podávají ústavní stížnost proti rozsudku Nejvyššího soudu a zároveň návrh na odložení vykonatelnosti.
- 2018-09-19 – Prezident republiky podává u Ústavního soudu Amicus curiae brief, ve kterém se přidává k SBD Svatopluk a žádá zrušení rozsudku Nejvyššího soudu.
- 2019-09-30 – Ústavní soud České republiky potvrzuje rozsudek Nejvyššího soudu, prohlašuje toto usnesení za „ránu z milosti“ pro družstevníky-stěžovatele a zároveň apeluje na konkursního správce, aby k výkonu rozsudku Nejvyššího soudu přistoupil rozumným způsobem, beroucím na zřetel zejména jeho dopady na osobní a rodinné poměry stěžovatelů.
- 2019-06-05 – Konkursní správce podává žalobu na SBD Svatopluk o zaplacení částky ve výši 21.116.000 Kč s příslušenstvím z titulu bezdůvodného obohacení, které představuje nájemné za poslední tři roky užívání domů v Horoměřicích.
- 2019-12-20 – Konkursní správce Monsport rozděluje prohlášením vlastníka 8 bytových domů v Horoměřicích na 60 atriových jednotlivých bytů

### 2020
- 2020-12-02 – Zvláštní konkursní správkyně (ZSKP) Ištvánková zahajuje výběrové řízení na prodej 60 bytů v Horoměřicích veřejnou inzercí. V bytech bydlícím členům SBD Svatopluk může být přiznáno zhodnocení, avšak jen ve výši cca 20-25% znalecky odhadnuté ceny bytu, skutečné zhodnocení je přitom mnohem vyšší.
- 2021-01-28 – Je ukončeno výběrové řízení, jako nejvýhodnější pro konkursní podstatu jsou vybrány nabídky členů SBD Svatopluk. ZSKP zahajuje jednání s jednotlivými členy, z jednání eliminuje SBD Svatopluk.